# Brunei Challenger 1992
Il Brunei Challenger 1992 è stato un torneo di tennis facente parte della categoria ATP Challenger Series nell'ambito dell'ATP Challenger Series 1992. Il torneo si è giocato a Brunei in Brunei dal 9 al 15 novembre 1992 su campi in cemento.

## Vincitori

### Singolare
Louis Gloria ha battuto in finale  Daniel Nestor con il punteggio di 6–3, 2–6, 6–2

### Doppio
Owen Casey /  Donald Johnson hanno battuto in finale  Filip Dewulf /  Tom Vanhoudt con il punteggio di 6–2, 6–3